# Pimpla apricaria
Pimpla apricaria är en stekelart som beskrevs av Costa 1885. Pimpla apricaria ingår i släktet Pimpla och familjen brokparasitsteklar. Inga underarter finns listade i Catalogue of Life.